# Leinenrücken
Leinenrücken werden die Bände der rororo-Taschenbücher genannt, die
erstmals 1950 auf den deutschen Markt kamen. Der Rowohlt-Verlag verwendete dafür den preiswerten Rotationsdruck. Bis 1961, bis zu Band 451, waren diese Taschenbücher auf dem Rücken mit einem Leinenband beklebt, und bis Band 333 ausschließlich mit vom Grafikerpaar Karl Gröning jr. und Gisela Pferdmenges gestalteten Umschlagseiten versehen. Daraus hat sich ein eigenes Sammelgebiet, das Sammeln der Leinenrücken ergeben.